# Grande Albergo delle Rose
Grande Albergo delle Rose (griechisch Ξενοδοχείο των Ρόδων Xenodochío ton Ródon) ist ein 5-Sterne-Hotel in der Stadt Rhodos auf der Insel Rhodos in Griechenland. Das Hotel wurde zwischen 1925 und 1927 nach den Plänen des italienischen Architekten Florestano Di Fausto erbaut. Das Hotel blieb bis in die 1970er Jahre in Betrieb, wurde dann aufgegeben und 2002 wiedereröffnet. Im Jahr 1994 erhielt das Hotel eine Lizenz zum Betrieb eines Casinos.
Ursprünglich wurde das Hotel im Stil des orientalischen Eklektizismus erbaut. Damals versuchte der italienische Gouverneur der Dodekanes, Mario Lago, Rhodos zu einem weltbekannten Touristenziel zu machen. Zu den Besonderheiten des entlang der Küstenstraße errichteten Gebäudes gehören der Kuppelturm und der unterteilte Baukörper sowie die Hinzufügung von Nebengebäuden für Gästehäuser, Restaurants sowie ein Garten. Ursprünglich war die Außenseite des Gebäudes reich mit Stuck verziert, doch der Nachfolger im Amt des Gouverneurs Cesare Maria De Vecchi beschloss bei seinem Amtsantritt im Jahr 1936, alle orientalischen Ornamente von der Fassade des Gebäudes zu entfernen, einschließlich der Bögen und der Kuppel, um dem Gebäude eine strengere Form zu verleihen und es den Prinzipien der italienischen faschistischen Architektur entsprechend zu gestalten.
Am 12. Januar 1949 begannen in diesem Hotel die Verhandlungen zwischen Ägypten und Israel zur Beendigung des arabisch-israelischen Krieges von 1948. Sie endeten am 24. Februar 1949 durch die Unterzeichnung eines Waffenstillstandsabkommens zwischen den beiden Parteien.